# Zona Sul de Guaratinguetá
Zona Sul de Guaratinguetá é uma das regiões do município paulista de Guaratinguetá no Brasil.
Nesta área estão localizados o "Hospital Frei Galvão", o maior centro de atendimento médico da cidade e o  CEPOG (Centro Pediátrico e Ortopédico de Guaratinguetá).